# NS 5500
De serie NS 5500 was een serie tenderlocomotieven van de Nederlandse Spoorwegen (NS) en diens voorganger Hollandsche IJzeren Spoorweg-Maatschappij (HSM).
Na de goede ervaringen met de door de fabriek Sharp Stewart and Company geleverde personentreinlocomotieven 350-398 en goederentreinlocomotieven 601-616 besloot de HSM om bij dezelfde fabriek ook een serie tenderlocomotieven te bestellen. De van de NRS overgenomen 309-310 voldeden op zich goed, maar waren te licht voor de zwaarder wordende treinen. Daarop werden de grotere en sterkere serie 701-724 besteld, welke tussen 1898 en 1900 werd afgeleverd. Diverse onderdelen kwamen overeen met de andere genoemde series. Ook deze serie voldeed goed, zodat er, in navolging van de nabestelde goederentreinlocomotieven 617-647, een vervolgbestelling bij Werkspoor werd geplaatst. Dit betrof de serie 725-755, welke tussen 1903 en 1905 werd geleverd.
Evenals bij de van een goederentreinlocomotieven waarvan de vervolgserie 671-685 met oververhitter werd besteld, werd ook van deze tenderlocomotieven een vervolgorder met oververhitter besteld, welke in 1907 en 1913 werden geleverd als de serie 771-776.
Bij de samenvoeging van het materieelpark van de HSM en de SS in 1921 kregen de locomotieven van deze serie de NS-nummers 5501-5555.
Om de kolenvoorraad te verdubbelen werd de kolenbak achter het machinistenhuis in 1932 verhoogd, waardoor de locomotieven ook voor langere diensten geschikt werden. Omdat de watervoorraad niet vergroot werd, werd in de oorlogsjaren een waterwagen achter de locomotief gehangen, welke met een slang verbonden was met de locomotief.
De 5540 werd tijdens de Duitse inval in mei 1940 zwaar beschadigd en werd daarop afgevoerd. De resterende 54 bleven tot de spoorwegstaking van 1944 in dienst. Tijdens de staking werd een groot aantal naar Duitsland weggevoerd of zwaar beschadigd. Na de oorlog waren slechts tien rijvaardige exemplaren in Nederland achtergebleven. De laatste exemplaren werden in 1954 buiten dienst gesteld. Er is geen exemplaar bewaard gebleven.
| HSM nummers | NS nummers | Aflevering | Fabrikant                 | Bijzonderheden |
| ----------- | ---------- | ---------- | ------------------------- | -------------- |
| 701-708     | 5501-5508  | 1898       | Sharp Stewart and Company |                |
| 709-719     | 5509-5519  | 1899       | Sharp Stewart and Company |                |
| 720-724     | 5520-5524  | 1900       | Sharp Stewart and Company |                |
| 725-734     | 5525-5534  | 1903       | Werkspoor                 |                |
| 735-749     | 5535-5549  | 1904       | Werkspoor                 |                |
| 750-755     | 5550-5555  | 1905       | Werkspoor                 |                |

## Foto's

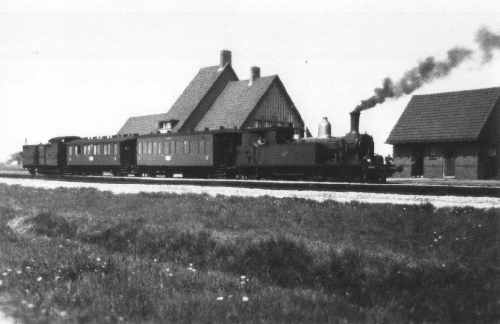
Een NS 5500 bij Station Harkstede-Scharmer
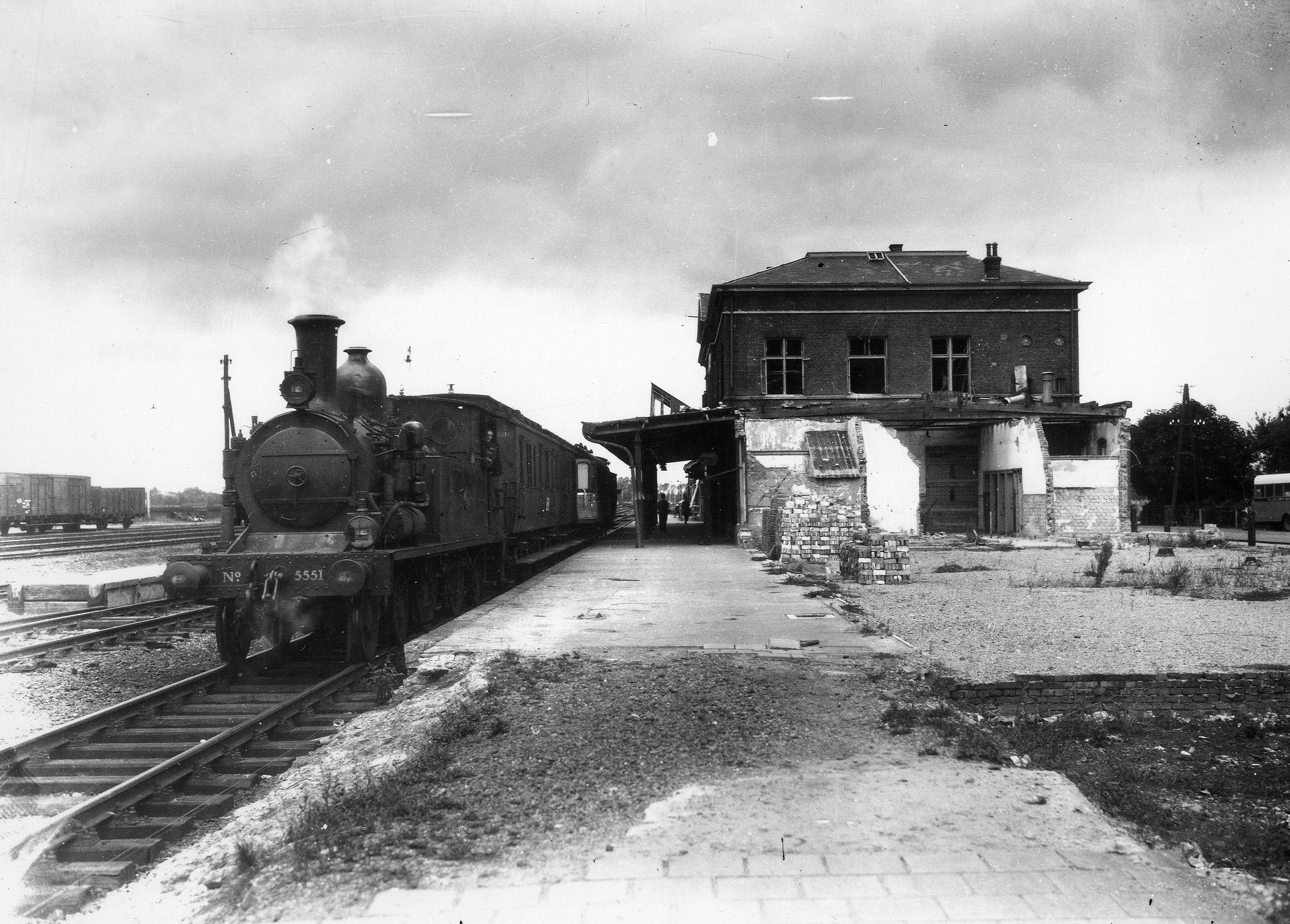
NS 5551 bij Station Zevenaar
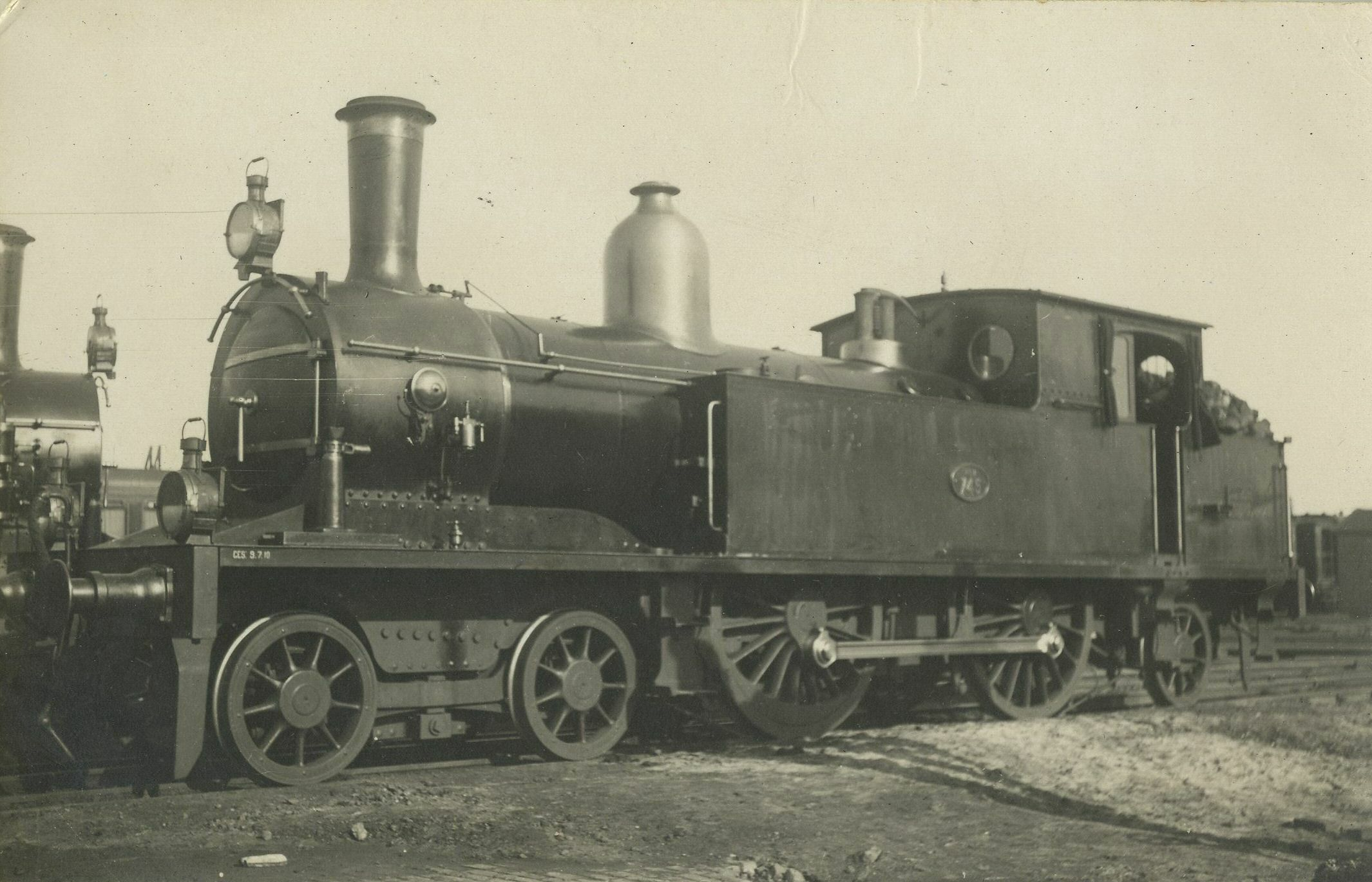
NS 5545. (Tussen 1910 en 1920)
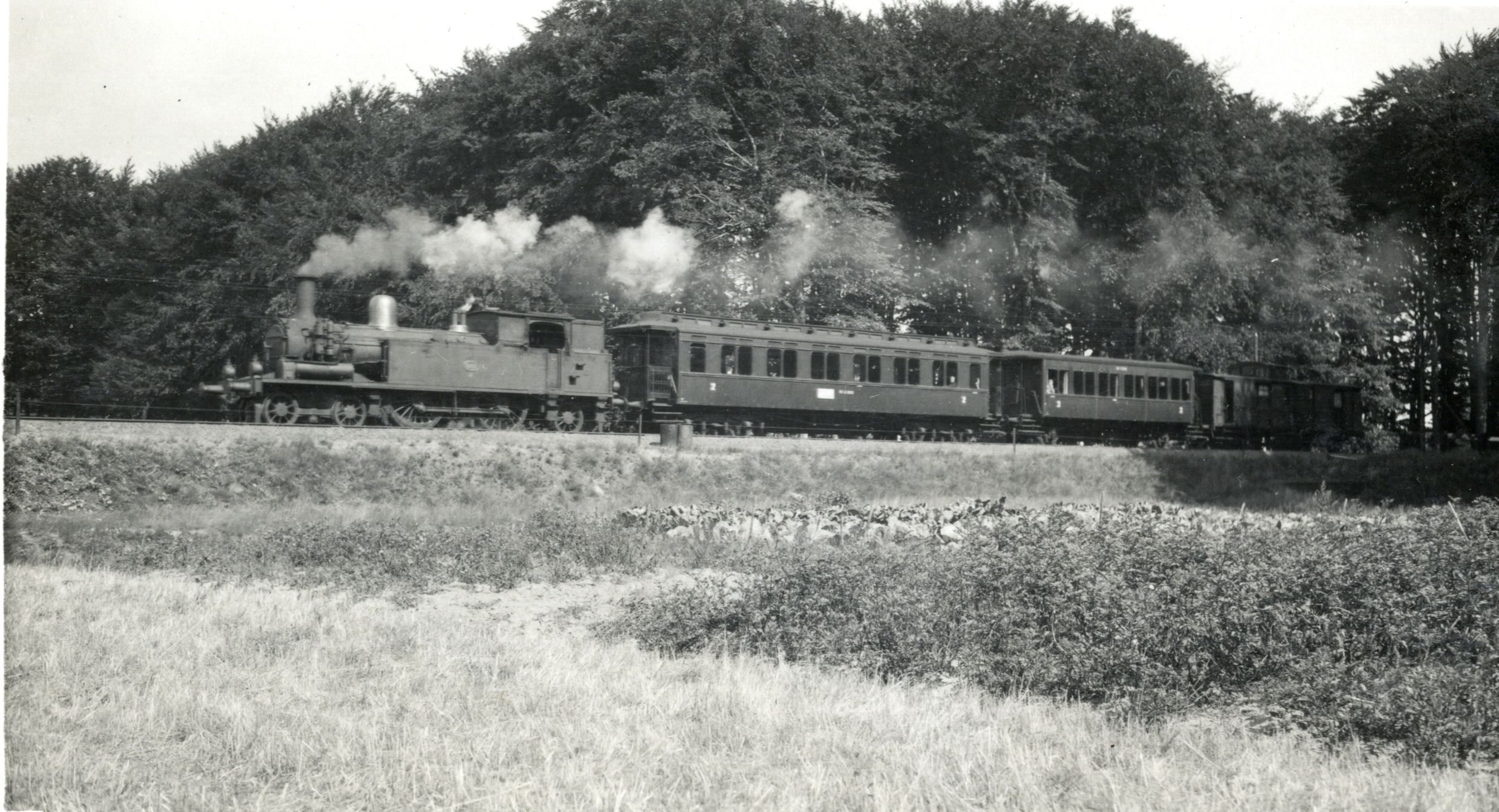
Passengierstrein, getrokken door de stoomlocomotief NS. 5503 ter hoogte van Dieren. (tussen 1920 en 1935)
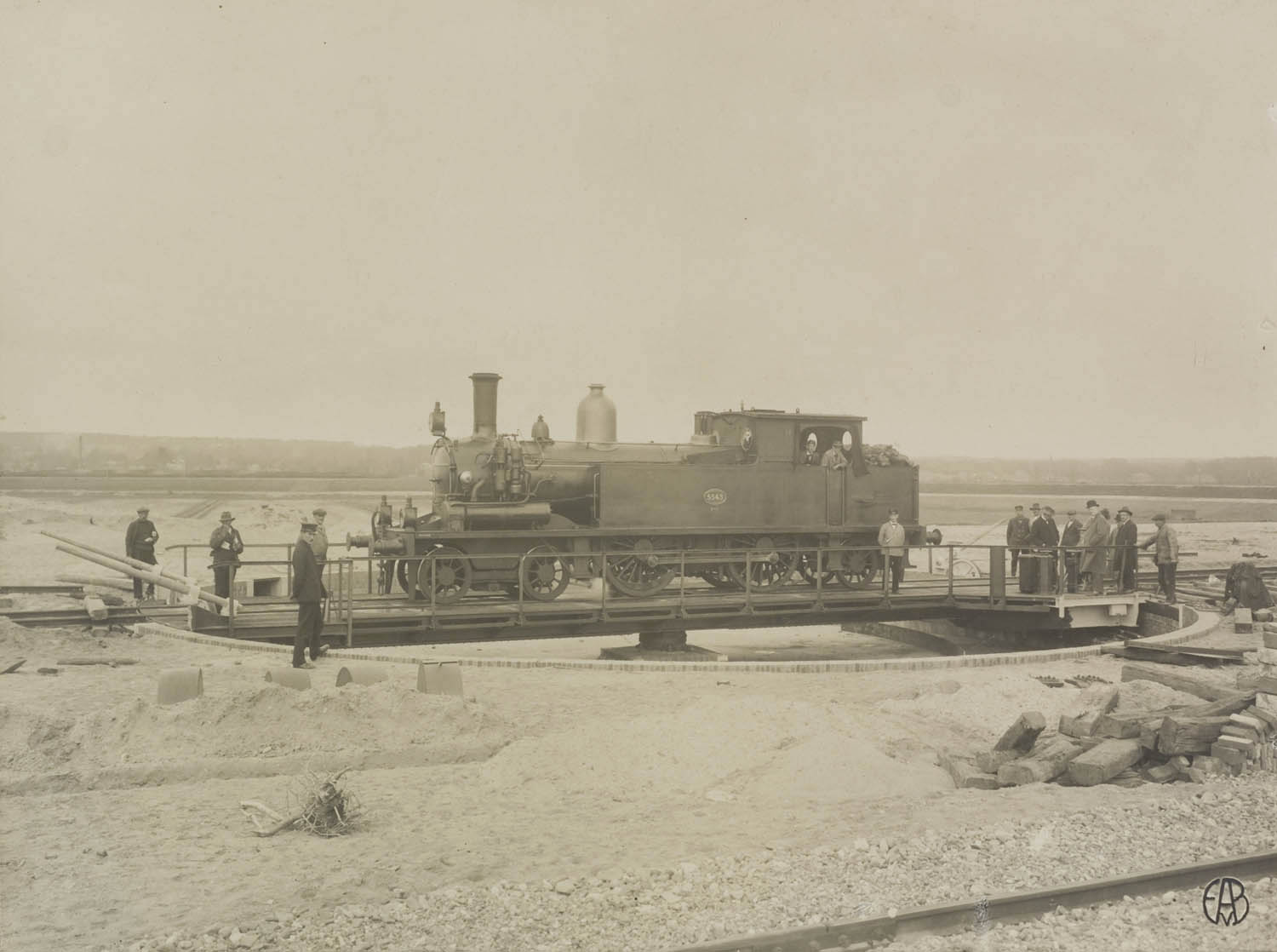
NS 5543 op een draaischijf in 1925